# Język eton
Język eton – język z rodziny bantu, używany w Kamerunie. W 1982 roku liczba mówiących wynosiła ok. 52 tysięcy.
Taką samą nazwę nosi austronezyjski język eton z państwa Vanuatu.